# Rana Soleimani
Rana Soleimani, född 1975 i Iran, är en iransk-svensk civilekonom och författare.
Rana Soleimanis första novellsamling var Lorca på änglarnas gata som utgavs i Iran. Novellen Herta från denna samling vann priset för bästa novell i Iran.
År 2015 flyttade hon till Sverige med sina två barn år och samma år gav hon ut novellsamlingen Visste du? i Sverige. Boken hade inte fått publiceras i Iran. 2016 publicerade hon romanen Ulysses Syndrome med huvudtemat migration och kvinnor på Mehri förlag i London. Boken har översatts till engelska.
År 2019 gav hon ut boken Länge leve livet, om fyra dödsdömda kvinnor i Evinfängelset i Iran, på Arzan förlag. Boken blev en av de mest sålda persiska böckerna utanför Iran och översattes på svenska. År 2021 utkom även samhällsromanen En dag med sjutusenåriga på bokförlaget Arzan som väckte intresse bland litteraturkritiker i Iran.
Hennes senaste publicerade bok Khansh, släpptes 2023 av bokförlaget Arazen. Boken tar sig an HBTQ-personers livssituation i Iran.
2023 fick hon Sollentuna kommuns stora kulturpris.
Den 8 mars 2022, internationella kvinnodagen i Belgien, vann Rana Soleimani priset för en av årets mest inflytelserika kvinnor.[källa behövs]